# Ligue des champions de rink hockey 1996-1997
Navigation
Coupe des champions 1995-1996 Ligue des champions 1997-1998
La Ligue des champions de rink hockey 1996-1997 est la 32e édition de la plus importante compétition européenne de rink hockey entre équipes de club, et la 1re sous la dénomination Ligue des champions. La compétition est remportée par le FC Barcelone qui devient champion d'Europe des clubs pour la 11e fois.

## Déroulement
Cette édition 1996-1997 se déroule en quatre phases : un tour préliminaire, un premier tour, une phase de poules et un Final four.
Le premier tour regroupe 16 des meilleures équipes européennes de rink hockey (dont les trois équipes vainqueurs du tour préliminaire).

Les matchs se jouent en confrontations aller-retour, comme le tour préliminaire. Les 8 équipes qui gagneront en score cumulé auront le droit de jouer la phase de poules. Les 4 équipes possédant le meilleur rang européen seront quant à eux reversé en Coupe CERS.

La phase de poules regroupe 8 équipes, réparties dans 2 poules de 4. Chaque équipe rencontre deux fois les autres équipes de la poule. Les 2 meilleures équipes de chaque poules joueront le Final Four.
Le Final Four se dispute à Barcelone du 7 au 8 juin 1997 et regroupe les 4 meilleures équipes de la compétition.

Cette ultime phase est organisée sous la forme d'une coupe à élimination directe. L'équipe qui remporte la demi-finale et la finale gagnera alors le trophée de la Ligue Européenne des Champions 1998.

## Équipes qualifiées
| 1996-1997           | 1996-1997      | 1996-1997       | 1996-1997 | 1996-1997     |
| ------------------- | -------------- | --------------- | --------- | ------------- |
| Igualada HC         | FC Barcelone   | HC Liceo        | CP Vic    | Reus Deportiu |
| FC Porto            | OC Barcelos    | SL Benfica      |           |               |
| HC Amatori Vercelli | Hockey Novara  | Roller Salerno  |           |               |
| HC Quévert          | La Vendéenne   | SCRA Saint-Omer |           |               |
| Genève RHC          | SC Thunerstern | RHC Wimmis      |           |               |
| RSC Cronenberg      |                |                 |           |               |
| EDRC Agor Dordrecht |                |                 |           |               |
| RHC Wolfurt         |                |                 |           |               |
| Herne Bay United    |                |                 |           |               |

| \| La Vendéenne Quévert Saint-Omer Herne Bay United Amatori · Vercelli Novara Salerno Barcelos Benfica Porto FC Barcelone Igualada Liceo Vic Reus Deportiu Genève Thunerstern Wimmis Wolfurt Cronenberg Agor Dordrecht \| Localisation des clubs qualifiés. |
| La Vendéenne Quévert Saint-Omer Herne Bay United Amatori · Vercelli Novara Salerno Barcelos Benfica Porto FC Barcelone Igualada Liceo Vic Reus Deportiu Genève Thunerstern Wimmis Wolfurt Cronenberg Agor Dordrecht                                         |

## Tour préliminaire
| Équipe           | Résultat | Équipe              | 1ª Match | 2ª Match |
| RHC Wimmis       | 11-8     | EDRC Agor Dordrecht | 6-3      | 5-5      |
| Reus Deportiu    | 4-5      | Roller Salerno      | 4-2      | 0-3      |
| RHC Wolfurt      | 3-26     | CP Vic              | 1-9      | 2-17     |
| SCRA Saint-Omer  | 8-12     | La Vendéenne        | 5-4      | 3-8      |
| Herne Bay United | 7-11     | HC Quévert          | 4-7      | 3-4      |

## Premier tour
| Équipe              | Résultat | Équipe         | 1ª Match | 2ª Match |
| RSC Cronenberg      | 6-23     | FC Porto       | 3-10     | 3-13     |
| FC Barcelone        | 7-28     | SC Thunerstern | 14-1     | 10-1     |
| Genève RHC          | 2-10     | Hockey Novara  | 1-1      | 1-9      |
| La Vendéenne        | FC       | SL Benfica     | FC       | FC       |
| HC Quévert          | 4-26     | Igualada HC    | 1-11     | 3-15     |
| HC Amatori Vercelli | 19-1     | RHC Wimmis     | 12-0     | 7-1      |
| Roller Salerno      | 6-5      | OC Barcelos    | 4-3      | 2-2      |
| HC Liceo            | 7-4      | CP Vic         | 6-3      | 1-1      |

## Phase de poules

### Groupe A
| Équipes        | Pts | J | V | E | D | BM | BE | DB  |
| -------------- | --- | - | - | - | - | -- | -- | --- |
| Igualada HC    | 8   | 6 | 4 | 0 | 2 | 21 | 9  | 12  |
| FC Porto       | 8   | 6 | 4 | 0 | 2 | 24 | 21 | 3   |
| Hockey Novara  | 7   | 6 | 3 | 1 | 2 | 23 | 17 | 6   |
| Roller Salerno | 1   | 6 | 0 | 1 | 5 | 8  | 29 | -21 |

|                | IGU | POR | NOV | SAL |
| -------------- | --- | --- | --- | --- |
| Igualada HC    |     | 4-3 | 4-1 | 7-0 |
| FC Porto       | 2-1 |     | 5-4 | 4-2 |
| Hockey Novara  | 3-0 | 7-5 |     | 7-2 |
| Roller Salerno | 0-5 | 3-5 | 1-1 |     |

### Groupe B
| Équipes             | Pts | J | V | E | D | BM | BE | DB  |
| ------------------- | --- | - | - | - | - | -- | -- | --- |
| HC Liceo            | 9   | 6 | 4 | 1 | 1 | 43 | 19 | 24  |
| FC Barcelone        | 8   | 6 | 3 | 2 | 1 | 46 | 16 | 30  |
| HC Amatori Vercelli | 7   | 6 | 3 | 1 | 2 | 32 | 19 | 13  |
| La Vendéenne        | 0   | 6 | 0 | 0 | 6 | 12 | 79 | -67 |

|                     | LIC  | BAR  | VER | ROC  |
| ------------------- | ---- | ---- | --- | ---- |
| HC Liceo            |      | 4-1  | 4-0 | 12-1 |
| FC Barcelone        | 5-5  |      | 4-3 | 25-2 |
| HC Amatori Vercelli | 10-4 | 1-1  |     | 10-3 |
| La Vendéenne        | 2-14 | 1-10 | 3-8 |      |

## Final Four
|  | Demi-finales | Demi-finales |                |      | Finale | Finale |
|  |              |              |                |      |        |        |
|  | 31 mars 2007 |              |                |      |        |        |
|  |              |              |                |      |        |        |
|  | FC Barcelone | 3            |                |      |        |        |
|  | FC Barcelone | 3            | 1er avril 2007 |      |        |        |
|  | Igualada HC  | 2            |                |      |        |        |
|  | Igualada HC  | 2            | FC Barcelone   | 3(4) |        |        |
|  | 31 mars 2007 |              | FC Barcelone   | 3(4) |        |        |
|  |              | FC Porto     | 3(3)           |      |        |        |
|  | HC Liceo     | FC Porto     | 3(3)           | 6    |        |        |
|  | HC Liceo     |              |                | 6    |        |        |
|  | FC Porto     | 8            |                |      |        |        |
|  | FC Porto     | 8            |                |      |        |        |

| Ligue des champions 96-97 Vainqueur |
| ----------------------------------- |
|                                     |
| FC Barcelone (11º titre)            |